# Azeri-dantza
Axeri-danza o azeri-la danza es un baile típico que se realiza, con variantes diferentes, en los pueblos de Hernani, Andoáin y Aduna.

## Hernani
En el archivo municipal de Hernani hay referencias de la Azeri-Dantza de 1735, aunque este adquirió un gran protagonismo a principios del siglo XX.  En aquella época, la Azeri Dantza se celebraba durante las fiestas del Carnaval. Pero tras la guerra de 1936, se prohibieron los carnavales y fue en el año 1944 cuando se decidió continuar con la Azeri-Dantza durante San Juan, las fiestas patronales de Hernani, concretamente los dos días posteriores a la festividad del patrón, el 24 de junio.Y así es como se ha mantenido la Azeri-Dantza durante las últimas décadas. No obstante, en la actualidad también se incluye en la programación de los Carnavales.  
Si bien durante todos estos años ha experimentado algunos cambios, perduran las características principales del espectáculo. Este juego, danza o fiesta típica de Hernani cuenta con varios protagonistas o participantes: de una parte, grupo compuesto por 15 integrantes sujetos a una cuerda de 20-25 metros de longitud y que portan un maskuri en la mano (por lo que el evento también se conoce como Maskuri Dantza); de otra parte, un gran colectivo de personas (hernaniarras o visitantes) que recorren las calles; los chistularis, que marcan el ritmo con la música propia de la danza; finalmente, en 1988 el hernaniarra Luis Telleria propuso una aportación con un nuevo personaje: un bailarín con máscara de zorro disecado. Este “zorro” bailarín, inicia el recorrido bailando, baile que repite en varios puntos del recorrido, con una coreografía diseñada exclusivamente para el personaje, y tanto los pasos, la vestimenta y la música que lo acompañan están ambientados en danzas tradicionales de Guipúzcoa.
El grupo compuesto de 15 personas parte bailando sujetando una cuerda y con el maskuri en la mano (en ningún momento pueden desprenderse de la misma). La esencia del baile consiste en rodear con la cuerda a la gente que avanza por la calle y golpean fuertemente con el maskuri a los que han quedado atrapados dentro del mogollón. El golpeteo de 15 personas pegando con el maskuri produce un gran estruendo y cuando finaliza la paliza, los integrantes de la Azeri-Dantza desaparecen para esconderse entre portales, callejuelas, tiendas o atajos, y reaparecen sorpresivamente por otro lugar para volver a rodear a un nuevo grupo de gente y a zurrarles con el maskuri. El recorrido transcurre por el casco viejo del pueblo, al son de la música de los chistularis. La gente participa efectuando el mismo recorrido ya establecido, con la incertidumbre de no saber dónde se presentarán los chic@s de la cuerda. Cada vez que el grupo sale de su “escondite” los chistularis cambian el ritmo de la música, y los hernaniarras, normalmente, disfrutan mucho cuando son rodeados por la cuerda, a pesar de los escozores y enrojecimientos que causan los maskuris en la espalda y otras partes del cuerpo.
Para finalizar la Azeri-Dantza, al final del recorrido, en la plaza, los 15 participantes bailan una danza de despedida de la fiesta que culmina reventando los maskuris y con un gran salto que coincide con la última nota de la música.

## Andoáin
La Azeri-dantza en Andoáin se baila el día de San Joan, el 24 de junio, aunque antiguamente se bailaba en carnavales.

## Aduna
En Aduna se baila el 15 del agosto. La Azeri-dantza es una de las costumbres y tradiciones más antiguas de Aduna, que se baila en las fiestas del pueblo, en 15 del agosto. 